# Stylops collinus
Stylops collinus  (лат.) — вид веерокрылых насекомых рода Stylops из семейства Stylopidae. Япония (Хонсю, Нагано).
Длина цефалоторакса 1,02 мм, максимальная ширина 0,95 мм; интермандибулярное расстояние 0,14 мм.
Паразиты пчёл вида Andrena (Andrena) nawai (Andrena, Andrenidae). Близок к виду S. japonicus, найденному на пчеле A. (A.) benefica. 
Вид был впервые описан в 1990 году японскими энтомологами Тэйдзи Кифунэ (Kifune Teiji; Department of Parasitology, School of Medicine, Университет Фукуоки, Фукуока) и Ясуо Маэтой (Maeta Yasuo; Division of Environmental Biology, Faculty of Agriculture, Университет Симанэ, Япония).
В одной из новых работ по роду Stylops  в ходе анализа ДНК авторами (Straka et al., 2015) рассматривается в качестве предположительного синонима вида ?=Stylops japonicus Kifune & Hirashima, 1985 (в статусе «Supposed new junior subjective synonym», что на 2018 год не подтверждено соответствующими профильными базами данных, например, Eol.org и Strepsiptera database).